# Якорь Портера

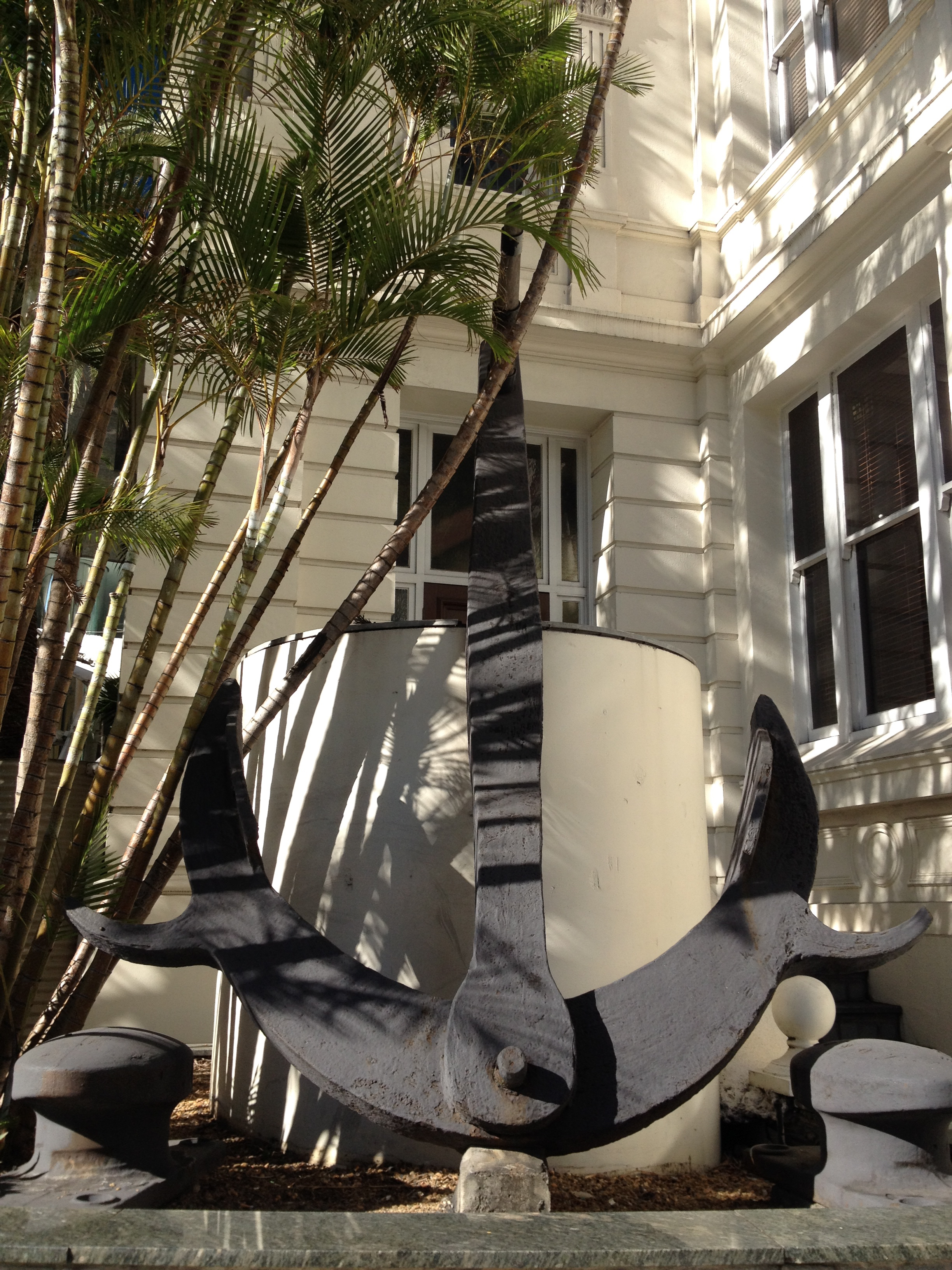
Якорь Портера

Я́корь По́ртера — один из типов якорей с качающимися лапами. В слегка изменённом варианте (как якорь Тротмана) применяется и в настоящее время в основном на речных судах.

## Изобретение
Изобретён в 1840 году якорным мастером из Ньюкасла Портером.

## Конструкция и принцип действия
Состоит из тех же частей, что и адмиралтейский якорь, но в отличие от него лапы якоря Портера связаны с веретеном соединительным болтом и могут качаться в стороны, перпендикулярные плоскости штока. При постановке на грунт якорь Портера переворачивается штоком на лапу также, как и адмиралтейский, но когда нижний рог этого якоря зарывается в грунт, верхний прижимается внутренней стороной лапы к веретену. Таким образом, свободный рог якоря уже не торчал из грунта и не мог зацепить якорный канат или пропороть днище судна.
К якорю Портера в Англии сначала отнеслись с недоверием — смущение вызывал соединительный болт, который мог не выдержать нагрузки. Однако официальные испытания якоря, проведённые адмиралтейством, подтвердили его надёжность и прочность. Якорь Портера с качающимися рогами имел очень хорошую держащую силу, так как его верхний рог, упираясь в веретено якоря при натяжении каната, дополнительно прижимал его к грунту.

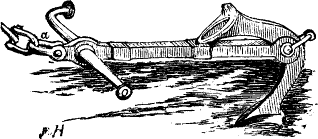
Якорь Портера-Тротмана в грунте

К середине 19 века якорь Портера получил широкое распространение в британском военном флоте и поставлялся на все корабли в качестве запасного.

## Недостатки

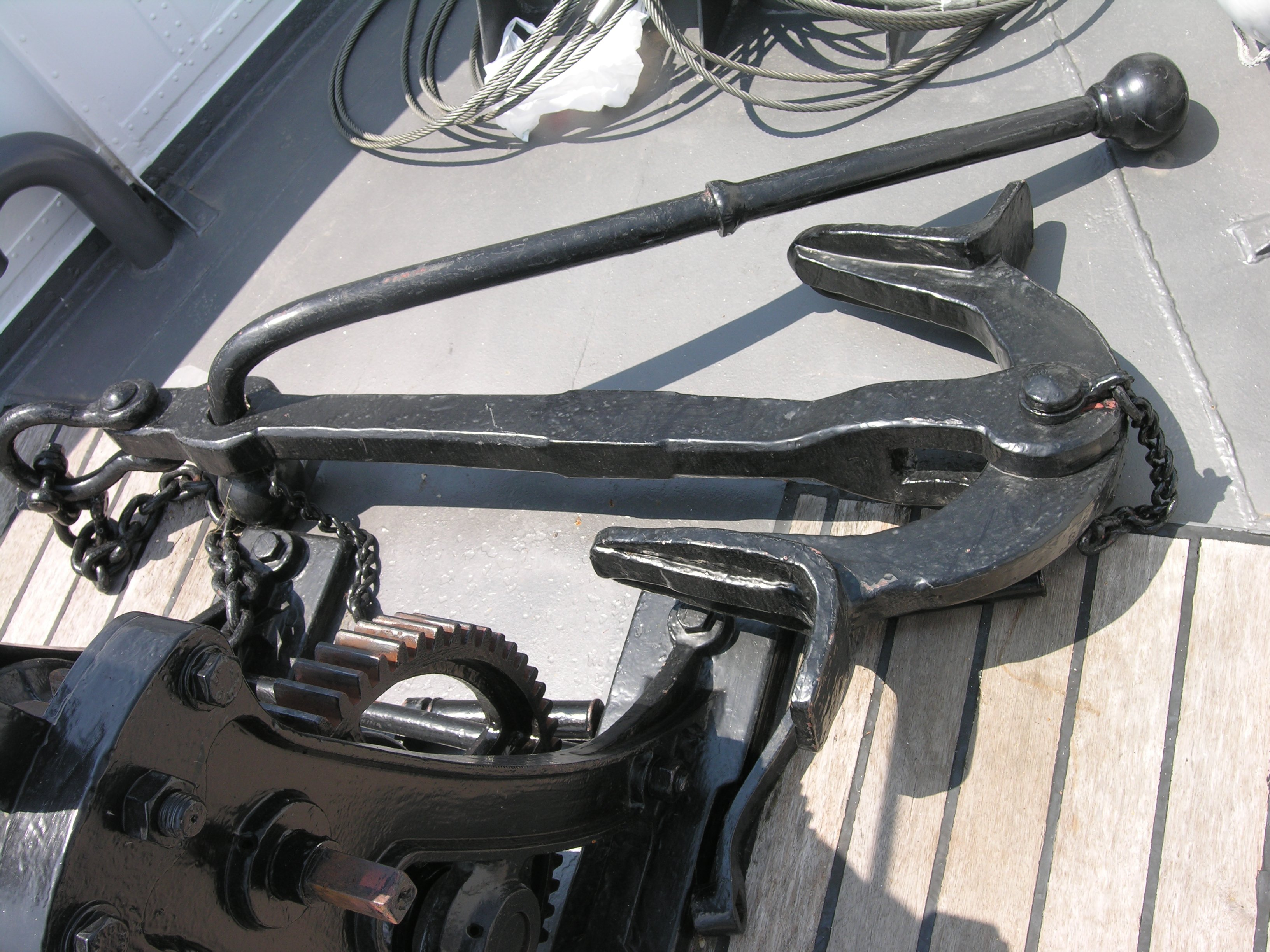
Якорь Тротмана в современном исполнении

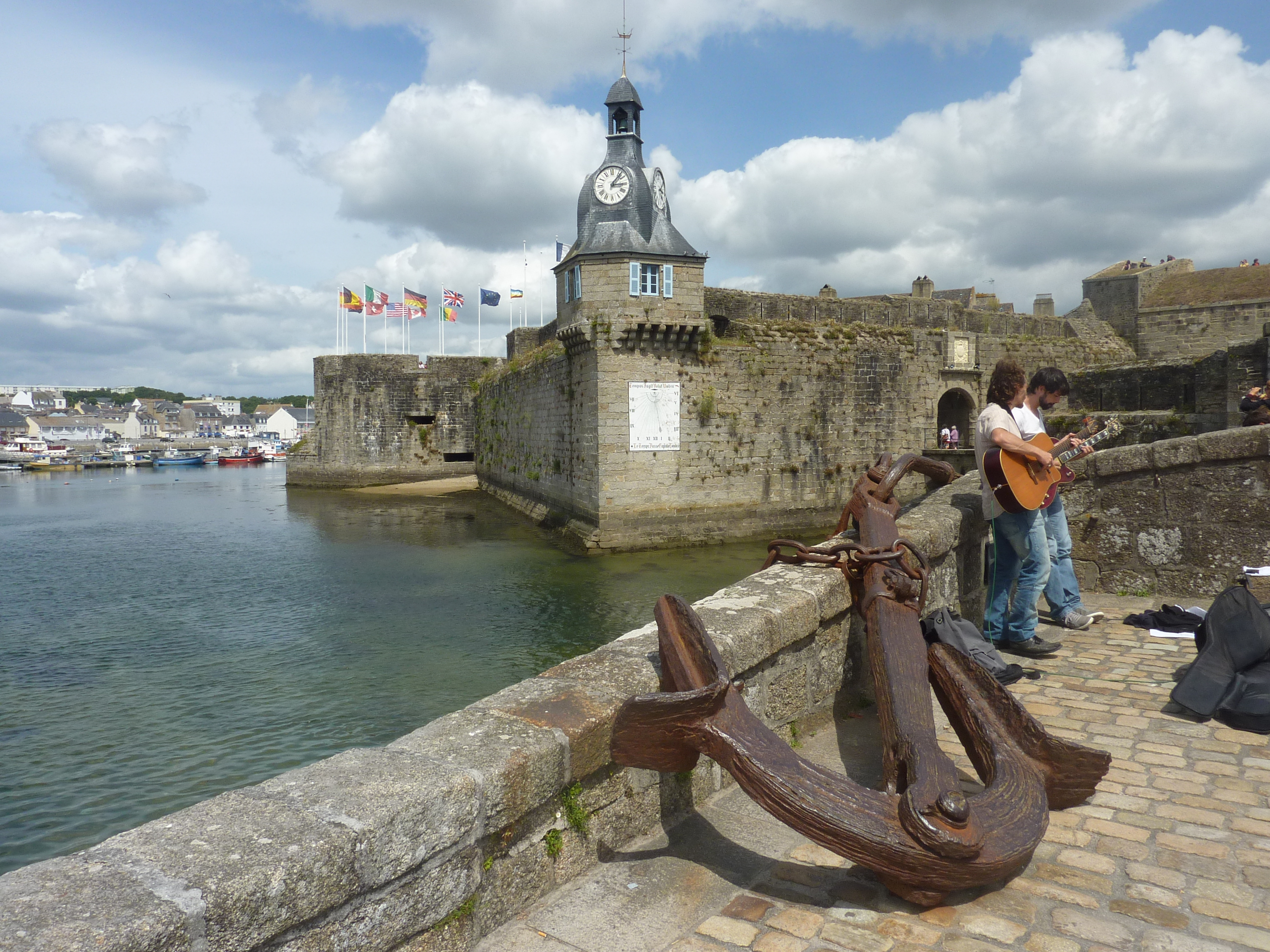
Якорь Тротмана второй половины XIX века

- Иногда якорь, упав на дно и перевернувшись, касался грунта рогом, который уже был прижат к веретену, в результате он долго волочился по дну и рабочий рог не откидывался от веретена, а судно не могло закрепиться на якоре. Это происходило из-за того, что шпора, приваренная с внешней стороны лапы якоря специально для откидывания рога от веретена, оказалась слишком узкой и при попадании якоря на мягкий и рыхлый грунт просто прорезала его, а лапа не зарывалась в грунт. Этот дефект был устранён англичанином Тротманом, который изменил устройство лапы увеличив площадь шпоры и приварив её непосредственно к нижней стороне лапы якоря, а не к внешней кромке рога. Модернизированный таким образом якорь Портера получил распространение как якорь Тротмана.
- При волнении моря якоря с качающимися рогами представляли некоторую опасность для команды корабля при палубных работах с ними, их подвижные рога могли покалечить людей.